# 小行星5759
小行星5759（英語：5759 Zoshchenko）是一颗围绕太阳公转的小行星。1980年1月22日，柳德米拉·卡拉季奇在克里米亚发现了此天体。
这颗小行星的绝对星等为239.95647等。